# Petrolio (programma televisivo)
Petrolio è stato un programma televisivo italiano d'inchiesta, in onda dal 2013 al 2019 su Rai 1, dal 2019 al 2020 su Rai 2 e dal 2023 al 2025 su Rai 3.
Il programma si occupava di cercare, analizzare e valorizzare le ricchezze che l'Italia possiede, ovvero i tesori artistici e culturali, le capacità imprenditoriali e i talenti che aspettano solo di essere utilizzati, ovvero di essere "estratti" come se fossero appunto il petrolio, l'oro nero del paese.

## Edizioni
| Edizione | Inizio            | Fine              | Puntate | Conduzione       | Giorno di messa in onda    | Collocazione   | Rete televisiva |
| -------- | ----------------- | ----------------- | ------- | ---------------- | -------------------------- | -------------- | --------------- |
| 1ª       | 16 agosto 2013    | 6 settembre 2013  | 4       | Duilio Giammaria | venerdì                    | seconda serata | Rai 1           |
| 2ª       | 26 dicembre 2013  | 18 gennaio 2014   | 3       | Duilio Giammaria | giovedì, sabato            | seconda serata | Rai 1           |
| 3ª       | 25 agosto 2014    | 3 novembre 2014   | 11      | Duilio Giammaria | lunedì                     | seconda serata | Rai 1           |
| 4ª       | 30 marzo 2015     | 4 maggio 2015     | 6       | Duilio Giammaria | lunedì                     | seconda serata | Rai 1           |
| 5ª       | 2 novembre 2015   | 30 dicembre 2015  | 10      | Duilio Giammaria | lunedì, martedì, mercoledì | seconda serata | Rai 1           |
| 6ª       | 28 marzo 2016     | 30 maggio 2016    | 10      | Duilio Giammaria | lunedì                     | seconda serata | Rai 1           |
| 7ª       | 15 settembre 2016 | 3 novembre 2016   | 8       | Duilio Giammaria | giovedì                    | seconda serata | Rai 1           |
| 8ª       | 4 maggio 2017     | 18 settembre 2017 | 11      | Duilio Giammaria | giovedì                    | seconda serata | Rai 1           |
| 9ª       | 30 settembre 2017 | 24 febbraio 2018  | 17      | Duilio Giammaria | sabato                     | seconda serata | Rai 1           |
| 10ª      | 8 settembre 2018  | 23 febbraio 2019  | 21      | Duilio Giammaria | sabato                     | seconda serata | Rai 1           |
| 11ª      | 6 dicembre 2019   | 20 dicembre 2019  | 3       | Duilio Giammaria | venerdì                    | prima serata   | Rai 2           |
| 12ª      | 14 marzo 2020     | 6 giugno 2020     | 12      | Duilio Giammaria | sabato                     | prima serata   | Rai 2           |
| 13ª      | 27 febbraio 2024  | 16 aprile 2024    | 8       | Duilio Giammaria | martedì                    | prima serata   | Rai 3           |
| 14ª      | 8 febbraio 2025   | 17 giugno 2025    | 6       | Duilio Giammaria | martedì, sabato            | prima serata   | Rai 3           |

## Puntate

### Prima edizione (2013)
| Puntata       | Messa in onda    | Titolo               | Telespettatori | Share  |
| ------------- | ---------------- | -------------------- | -------------- | ------ |
| 1             | 16 agosto 2013   | Caccia al tesoro     | 792.000        | 8,75%  |
| 2             | 23 agosto 2013   | Aperto per ferie     | 985.000        | 10,01% |
| 3             | 30 agosto 2013   | Italia Germania 4-3? | 934.000        | 9,10%  |
| 4             | 6 settembre 2013 | Effetto F            | 1.012.000      | 8,53%  |
| Media auditel | Media auditel    | Media auditel        | 931.000        | 9,10%  |

### Seconda edizione (2013-2014)
| Puntata       | Messa in onda    | Titolo                | Telespettatori | Share  |
| ------------- | ---------------- | --------------------- | -------------- | ------ |
| 1             | 26 dicembre 2013 | La guerra nel piatto  | 1.276.000      | 10,36% |
| 2             | 2 gennaio 2014   | Le mani sulla moda    | 1.338.000      | 9,24%  |
| 3             | 18 gennaio 2014  | Capitali in movimento | 1.095.000      | 9,92%  |
| Media auditel | Media auditel    | Media auditel         | 1.236.000      | 9,80%  |

### Terza edizione (2014)
| Puntata       | Messa in onda     | Titolo                                        | Telespettatori | Share  |
| ------------- | ----------------- | --------------------------------------------- | -------------- | ------ |
| 1             | 25 agosto 2014    | Caccia al tesoro - Operazione Grande bellezza | 1.049.000      | 10,77% |
| 2             | 1º settembre 2014 | Aperto per ferie - Estate tutto l'anno        | 893.000        | 8,33%  |
| 3             | 8 settembre 2014  | Sulla cresta dell'onda                        | 1.271.000      | 12,06% |
| 4             | 15 settembre 2014 | Scuderia Italia                               | 1.001.000      | 10,94% |
| 5             | 22 settembre 2014 | Made in Italy - Sfida globale                 | 1.406.000      | 13,09% |
| 6             | 29 settembre 2014 | Calcio d'inizio                               | 1.204.000      | 10,54% |
| 7             | 6 ottobre 2014    | Castello di carte                             | 1.188.000      | 11,14% |
| 8             | 13 ottobre 2014   | La ricchezza di tutti                         | 949.000        | 7,90%  |
| 9             | 20 ottobre 2014   | Cura miracolosa                               | 983.000        | 9,02%  |
| 10            | 27 ottobre 2014   | Affari di gusto                               | 1.312.000      | 11,94% |
| 11            | 3 novembre 2014   | Italia al bivio                               | 1.082.000      | 9,87%  |
| Media auditel | Media auditel     | Media auditel                                 | 1.122.000      | 10,51% |

### Quarta edizione (primavera 2015)
| Puntata       | Messa in onda  | Titolo                                           | Telespettatori | Share  |
| ------------- | -------------- | ------------------------------------------------ | -------------- | ------ |
| 1             | 30 marzo 2015  | Cantiere Italia                                  | 1.130.000      | 10,18% |
| 2             | 6 aprile 2015  | Caccia al tesoro - Ladri di bellezza             | 1.156.000      | 7,81%  |
| 3             | 13 aprile 2015 | Petrolio e l'impero del male                     | 782.000        | 10,52% |
| 4             | 20 aprile 2015 | La città, origine dei problemi e delle soluzioni | 751.000        | 8,11%  |
| 5             | 27 aprile 2015 | L'energia del futuro                             | 929.000        | 9,93%  |
| 6             | 4 maggio 2015  | Milano, capitale del cibo                        | 876.000        | 7,83%  |
| Media auditel | Media auditel  | Media auditel                                    | 937.000        | 9,06%  |

### Quinta edizione (autunno 2015)
| Puntata       | Messa in onda    | Titolo                                  | Telespettatori | Share  |
| ------------- | ---------------- | --------------------------------------- | -------------- | ------ |
| 1             | 2 novembre 2015  | La caccia al tesoro continua            | 834.000        | 7,76%  |
| 2             | 9 novembre 2015  | Giubileo capitale                       | 955.000        | 11,07% |
| 3             | 23 novembre 2015 | I giorni del terrore                    | 775.000        | 10,27% |
| 4             | 30 novembre 2015 | Clima di insicurezza                    | 668.000        | 7,43%  |
| 5             | 7 dicembre 2015  | Città futura                            | 834.000        | 7,39%  |
| 6             | 14 dicembre 2015 | Futuro, robot, intelligenza artificiale | 840.000        | 9,41%  |
| 7             | 21 dicembre 2015 | La formula della ripresa                | 1.041.000      | 11,82% |
| 8             | 28 dicembre 2015 | Spazio, ultima frontiera                | 913.000        | 8,86%  |
| 9             | 29 dicembre 2015 | Libia: che fare                         | 682.000        | 7,34%  |
| 10            | 30 dicembre 2015 | Accadde domani                          | 674.000        | 7,11%  |
| Media auditel | Media auditel    | Media auditel                           | 822.000        | 8,85%  |

### Sesta edizione (primavera 2016)
| Puntata       | Messa in onda  | Titolo                                       | Telespettatori | Share  |
| ------------- | -------------- | -------------------------------------------- | -------------- | ------ |
| 1             | 28 marzo 2016  | La guerra sotto casa                         | 1.137.000      | 10,39% |
| 2             | 4 aprile 2016  | Cibo: la magnifica ossessione                | 1.420.000      | 12,82% |
| 3             | 11 aprile 2016 | L'isola del tesoro                           | 1.430.000      | 13,81% |
| 4             | 18 aprile 2016 | I padroni del mondo                          | 909.000        | 7,81%  |
| 5             | 25 aprile 2016 | La meglio gioventù                           | 721.000        | 5,68%  |
| 6             | 2 maggio 2016  | Prova schiacciante                           | 807.000        | 7,13%  |
| 7             | 9 maggio 2016  | Cargo: la via nascosta della globalizzazione | 915.000        | 7,64%  |
| 8             | 16 maggio 2016 | Le cure del secolo                           | 1.116.000      | 10,82% |
| 9             | 23 maggio 2016 | La formula della legalità                    | 1.255.000      | 11,43% |
| 10            | 30 maggio 2016 | Bellezza                                     | 1.126.000      | 12,05% |
| Media auditel | Media auditel  | Media auditel                                | 1.084.000      | 9,96%  |

### Settima edizione (autunno 2016)
| Puntata       | Messa in onda     | Titolo            | Telespettatori | Share  |
| ------------- | ----------------- | ----------------- | -------------- | ------ |
| 1             | 15 settembre 2016 | Scandalo al sole  | 1.051.000      | 10,48% |
| 2             | 22 settembre 2016 | La mano dell'uomo | 1.060.000      | 11,54% |
| 3             | 29 settembre 2016 | Zucchero amaro    | 1.140.000      | 11,91% |
| 4             | 6 ottobre 2016    | Mamma mia         | 1.053.000      | 8,44%  |
| 5             | 13 ottobre 2016   | (R)Evolution 4.0  | 886.000        | 9,82%  |
| 6             | 20 ottobre 2016   | Giochi di potere  | 815.000        | 8,69%  |
| 7             | 27 ottobre 2016   | Faglia continua   | 944.000        | 10,51% |
| 8             | 3 novembre 2016   | Terremostro       | 897.000        | 9,98%  |
| Media auditel | Media auditel     | Media auditel     | 981.000        | 10,17% |

### Ottava edizione (2017)
| Puntata       | Messa in onda     | Titolo                 | Telespettatori | Share  |
| ------------- | ----------------- | ---------------------- | -------------- | ------ |
| 1             | 4 maggio 2017     | Dark fashion           | 1.096.000      | 11,58% |
| 2             | 11 maggio 2017    | L'oro nel cassonetto   | 858.000        | 10,30% |
| 3             | 18 maggio 2017    | Attacco alla Rete      | 992.000        | 11,23% |
| 4             | 25 maggio 2017    | Donald e Francesco     | 909.000        | 10,60% |
| 5             | 1º giugno 2017    | Paura di mangiare      | 1.080.000      | 11,18% |
| 6             | 5 giugno 2017     | Keep calm?             | 971.000        | 14,39% |
| 7             | 15 giugno 2017    | Polveri killer         | 704.000        | 8,36%  |
| 8             | 22 giugno 2017    | Che tempo fa           | 845.000        | 10,11% |
| 9             | 29 giugno 2017    | Più ricchi, più poveri | 938.000        | 11,08% |
| 10            | 6 luglio 2017     | Pasta che scotta       | 823.000        | 10,14% |
| 11            | 18 settembre 2017 | Fragile Italia         | 767.000        | 7,34%  |
| Media auditel | Media auditel     | Media auditel          | 908.000        | 10,57% |

### Nona edizione (2017-2018)
| Puntata       | Messa in onda     | Titolo           | Telespettatori | Share  |
| ------------- | ----------------- | ---------------- | -------------- | ------ |
| 1             | 30 settembre 2017 | Mondo animale    | 1.045.000      | 9,01%  |
| 2             | 7 ottobre 2017    | Oro nero         | 752.000        | 10,18% |
| 3             | 14 ottobre 2017   | Futuro mobile    | 592.000        | 6,35%  |
| 4             | 21 ottobre 2017   | Mare aperto      | 597.000        | 6,42%  |
| 5             | 28 ottobre 2017   | Mal d'aria       | 696.000        | 7,16%  |
| 6             | 4 novembre 2017   | Cosa si mangia   | 647.000        | 7,68%  |
| 7             | 18 novembre 2017  | La Cina è vicina | 648.000        | 7,13%  |
| 8             | 25 novembre 2017  | Non è amore      | 837.000        | 7,33%  |
| 9             | 2 dicembre 2017   | Cattive acque    | 782.000        | 6,70%  |
| 10            | 9 dicembre 2017   | Plastic dreams   | 584.000        | 5,93%  |
| 11            | 23 dicembre 2017  | Natale buono     | 1.007.000      | 10,84% |
| 12            | 13 gennaio 2018   | Cura sicura      | 523.000        | 5,05%  |
| 13            | 20 gennaio 2018   | Passione rossa   | 968.000        | 7,96%  |
| 14            | 27 gennaio 2018   | Felix            | 923.000        | 7,41%  |
| 15            | 3 febbraio 2018   | Adesso è troppo  | 780.000        | 6,08%  |
| 16            | 17 febbraio 2018  | Wellness         | 764.000        | 5,89%  |
| 17            | 24 febbraio 2018  | Avanti tutta     | 916.000        | 6,97%  |
| Media auditel | Media auditel     | Media auditel    | 768.000        | 7,30%  |

### Decima edizione (2018-2019)
| Puntata       | Messa in onda     | Titolo                         | Telespettatori | Share  |
| ------------- | ----------------- | ------------------------------ | -------------- | ------ |
| 1             | 8 settembre 2018  | Bene comune                    | 892.000        | 10,31% |
| 2             | 15 settembre 2018 | Solar impulse                  | 653.000        | 11,47% |
| 3             | 22 settembre 2018 | Midnight snack                 | 826.000        | 13,45% |
| 4             | 29 settembre 2018 | Questione di chimica           | 936.000        | 11,09% |
| 5             | 6 ottobre 2018    | Wine spirit                    | 921.000        | 9,69%  |
| 6             | 13 ottobre 2018   | Check point                    | 820.000        | 9,11%  |
| 7             | 20 ottobre 2018   | Surfing economy                | 967.000        | 10,80% |
| 8             | 27 ottobre 2018   | Discovery                      | 889.000        | 9,32%  |
| 9             | 3 novembre 2018   | Bio evolution                  | 774.000        | 7,46%  |
| 10            | 10 novembre 2018  | Sex therapy                    | 785.000        | 8,03%  |
| 11            | 17 novembre 2018  | Too late                       | 964.000        | 9,72%  |
| 12            | 24 novembre 2018  | To be or not to be (europeans) | 764.000        | 7,87%  |
| 13            | 1º dicembre 2018  | Smoking gun                    | 715.000        | 7,14%  |
| 14            | 8 dicembre 2018   | Ladri di bellezza              | 739.000        | 7,80%  |
| 15            | 22 dicembre 2018  | Healthy Christmas              | 937.000        | 10,98% |
| 16            | 29 dicembre 2018  | World wine                     | 1.037.000      | 9,00%  |
| 17            | 12 gennaio 2019   | SOS Europa                     | 752.000        | 5,12%  |
| 18            | 26 gennaio 2019   | Pit stop                       | 703.000        | 10,03% |
| 19            | 2 febbraio 2019   | Il mondo di Xi                 | 793.000        | 10,98% |
| 20            | 16 febbraio 2019  | Latte revolution               | 690.000        | 11,42% |
| 21            | 23 febbraio 2019  | New wave                       | 681.000        | 10,36% |
| Media auditel | Media auditel     | Media auditel                  | 821.000        | 9,58%  |

### Undicesima edizione (2019)
| Puntata | Messa in onda    | Titolo                       | Telespettatori | Share |
| ------- | ---------------- | ---------------------------- | -------------- | ----- |
| 1       | 6 dicembre 2019  | Il mondo (segreto) di Amazon | 648.000        | 3,30% |
| 2       | 13 dicembre 2019 | DNA Revolution               | 520.000        | 2,76% |
| 3       | 20 dicembre 2019 | La cena di Natale            | 909.000        | 4,08% |
| 3       | 20 dicembre 2019 | Tempo da lupi                | 733.000        | 5,43% |

### Dodicesima edizione (2020)
| Puntata | Messa in onda  | Titolo             | Telespettatori | Share |
| ------- | -------------- | ------------------ | -------------- | ----- |
| 1       | 14 marzo 2020  | Petrolio Antivirus | 1.467.000      | 5,08% |
| 2       | 21 marzo 2020  | Petrolio Antivirus | 1.388.000      | 4,84% |
| 3       | 28 marzo 2020  | Petrolio Antivirus | 1.292.000      | 4,69% |
| 4       | 4 aprile 2020  | Petrolio Antivirus | 1.260.000      | 4,55% |
| 5       | 18 aprile 2020 | Petrolio Antivirus | 1.364.000      | 4,95% |
| 6       | 25 aprile 2020 | Petrolio Antivirus | 1.276.000      | 4,67% |
| 7       | 2 maggio 2020  | Petrolio Antivirus | 1.121.000      | 4,18% |
| 8       | 9 maggio 2020  | Petrolio Antivirus | 1.067.000      | 4,28% |
| 9       | 16 maggio 2020 | Petrolio Antivirus | 905.000        | 3,67% |
| 10      | 23 maggio 2020 | Petrolio Antivirus | 947.000        | 4,17% |
| 11      | 30 maggio 2020 | Petrolio Antivirus | 897.000        | 4,01% |
| 12      | 6 giugno 2020  | Petrolio Antivirus | 812.000        | 3,79% |

### Tredicesima edizione (2024)
| Puntata | Messa in onda    | Titolo                          | Telespettatori | Share |
| ------- | ---------------- | ------------------------------- | -------------- | ----- |
| 1       | 27 febbraio 2024 | -                               | 450.000        | 2,25% |
| 2       | 5 marzo 2024     | -                               | 377.000        | 1,87% |
| 3       | 12 marzo 2024    | Un farmaco miracoloso?          | 575.000        | 2,76% |
| 4       | 19 marzo 2024    | Un farmaco può renderci felice? | 455.000        | 2,4%  |
| 5       | 26 marzo 2024    | -                               | 431.000        | 2,13% |
| 6       | 2 aprile 2024    | Longevità e stili di vita       | 415.000        | 2,00% |
| 7       | 9 aprile 2024    | -                               | 349.000        | 1,6%  |
| 8       | 16 aprile 2024   | -                               | 331.000        | 1,57% |

#### Versione estiva[183][184]
| Puntata | Messa in onda  | Titolo                             | Telespettatori | Share |
| ------- | -------------- | ---------------------------------- | -------------- | ----- |
| 1       | 1º luglio 2024 | Big Oil contro il clima            | 448.000        | 3,21% |
| 2       | 8 luglio 2024  | Liguria: la nuova tangentopoli?    | 533.000        | 5,23% |
| 3       | 15 luglio 2024 | Supernova: anatomia di un massacro | 356.000        | 3,71% |
| 4       | 22 luglio 2024 | L'impero di Ozempic                | 480.000        | 4,96% |

### Quattordicesima edizione (2025)
| Puntata | Messa in onda   | Titolo                  | Telespettatori | Share |
| ------- | --------------- | ----------------------- | -------------- | ----- |
| 1       | 8 febbraio 2025 | Il mistero del Bayesian | 507.000        | 2,91% |
| 2       | 5 aprile 2025   | Alcool                  | 572.000        | 3,6%  |
| 3       | 12 aprile 2025  | Cocaina SPA             | 627.000        | 3,8%  |
| 4       | 3 maggio 2025   | Pandemia digitale       | 436.000        | 2,8%  |
| 5       | 13 maggio 2025  | La guerra nel piatto    | 556.000        | 3,6%  |
| 6       | 17 giugno 2025  | House of Trump          | 602.000        | 3,8%  |

## Puntate speciali

### Seconda serata
| Messa in onda     | Titolo                                    | Telespettatori | Share  | Rete  |
| ----------------- | ----------------------------------------- | -------------- | ------ | ----- |
| 29 dicembre 2014  | La spia invisibile                        | 1.317.000      | 9,75%  | Rai 1 |
| 25 aprile 2017    | Back to Iraq                              | 1.060.000      | 10,80% | Rai 1 |
| 11 settembre 2017 | 11 settembre: verità, bugie, cospirazioni | 812.000        | 7,89%  | Rai 1 |
| 19 gennaio 2019   | Palermo                                   | 714.000        | 9,71%  | Rai 1 |

### Prima serata
| Messa in onda    | Titolo                  | Telespettatori | Share  | Rete  |
| ---------------- | ----------------------- | -------------- | ------ | ----- |
| 28 dicembre 2016 | L'Italia sotto il cielo | 2.537.000      | 10,80% | Rai 1 |
| 28 luglio 2017   | Il petrolio nel Golfo   | 2.094.000      | 13,54% | Rai 1 |
| 6 giugno 2018    | Ladri di bellezza       | 1.480.000      | 6,90%  | Rai 1 |
| 20 giugno 2018   | Eredi unici             | 1.814.000      | 9,10%  | Rai 1 |
| 11 giugno 2020   | Senza respiro           | 1.001.000      | 4,29%  | Rai 2 |
| 6 settembre 2023 | Longevità               | 698.000        | 4,8%   | Rai 3 |
| 3 ottobre 2023   | La punta dell'iceberg   | 238.000        | 1,79%  | Rai 3 |

## Petrolio+
In onda il sabato mattina su Rai 1.
| Puntata       | Messa in onda    | Titolo               | Telespettatori | Share  |
| ------------- | ---------------- | -------------------- | -------------- | ------ |
| 1             | 8 giugno 2019    | Caccia al tesoro     | 981.000        | 16,97% |
| 2             | 15 giugno 2019   | Bio evolution        | 892.000        | 15,49% |
| 3             | 22 giugno 2019   | L'isola del tesoro   | 873.000        | 15,3%  |
| 4             | 29 giugno 2019   | Questione di chimica | 815.000        | 15%    |
| 5             | 6 luglio 2019    | Il mondo di Xi       | 778.000        | 15,6%  |
| 6             | 13 luglio 2019   | New wave             | 790.000        | 14,89% |
| 7             | 27 luglio 2019   | Midnight snack       | 915.000        | 17,7%  |
| 8             | 3 agosto 2019    | Check point          | 745.000        | 15,2%  |
| 9             | 10 agosto 2019   | Smoking gun          | 708.000        | 15,06% |
| 10            | 17 agosto 2019   | Wine spirit          | 872.000        | 17,89% |
| 11            | 24 agosto 2019   | Latte revolution     | 906.000        | 18,18% |
| 12            | 31 agosto 2019   | Che tempo fa         | 929.000        | 16,91% |
| 13            | 7 settembre 2019 | Adesso è troppo      | 927.000        | 15,81% |
| Media auditel | Media auditel    | Media auditel        | 856.000        | 16,15% |

## Petrolio Files
In onda in seconda serata su Rai 2.
| Puntata | Messa in onda    | Telespettatori | Share |
| ------- | ---------------- | -------------- | ----- |
| 1       | 1º novembre 2019 | 143.000        | 1,91% |
| 2       | 8 novembre 2019  | 178.000        | 2,22% |
| 3       | 15 novembre 2019 | 228.000        | 3,72% |
| 4       | 22 novembre 2019 | 207.000        | 3,01% |
| 5       | 29 novembre 2019 | 165.000        | 2,86% |
| 6       | 21 febbraio 2020 | 381.000        | 3,36% |
| 7       | 28 febbraio 2020 | 385.000        | 3,70% |
| 8       | 6 marzo 2020     | 304.000        | 3,10% |

## Gocce di Petrolio

### Prima edizione (2023-2024)
In onda il sabato pomeriggio alle 16:30 su Rai 3.
| Puntata | Messa in onda    | Titolo            | Telespettatori | Share |
| ------- | ---------------- | ----------------- | -------------- | ----- |
| 1       | 11 novembre 2023 | La guerra in casa | 447.000        | 4,68% |
| 2       | 18 novembre 2023 | Stato dell'arte   | 334.000        | 2,70% |
| 3       | 25 novembre 2023 | Non è amore       | 461.000        | 3,77% |
| 4       | 2 dicembre 2023  | Giochi di potere  | 688.000        | 6,55% |
| 5       | 9 dicembre 2023  | Mal essere        | 620.000        | 5,83% |
| 6       | 16 dicembre 2023 | Cibo che cura     | 566.000        | 5,57% |
| 7       | 13 gennaio 2024  | Cortina olimpica  | 542.000        | 5,07% |
| 8       | 20 gennaio 2024  | Febbre digitale   | 503.000        | 4,5%  |
| 9       | 27 gennaio 2024  | Baby sboom        | 555.000        | 5,26% |
| 10      | 3 febbraio 2024  | Libera scelta?    | 491.000        | 4,74% |
| 11      | 27 aprile 2024   | -                 | N.D.           | N.D.  |
| 12      | 4 maggio 2024    | -                 | 335.000        | 3,46% |
| 13      | 11 maggio 2024   | -                 | 436.000        | 4,88% |
| 14      | 18 maggio 2024   | -                 | 425.000        | 4,24% |
| 15      | 25 maggio 2024   | -                 | 478.000        | 4,38% |
| 16      | 1º giugno 2024   | -                 | 365.000        | 4,5%  |
| 17      | 8 giugno 2024    | -                 | N.D.           | N.D.  |
| 18      | 15 giugno 2024   | -                 | 273.000        | 3,3%  |

### Seconda edizione (2024-2025)
In onda il venerdì pomeriggio alle 15:25 su Rai 3.
| Puntata | Messa in onda    | Titolo                 | Telespettatori | Share |
| ------- | ---------------- | ---------------------- | -------------- | ----- |
| 1       | 11 ottobre 2024  | -                      | 299.000        | 3,58% |
| 2       | 18 ottobre 2024  | -                      | 355.000        | 3,89% |
| 3       | 25 ottobre 2024  | -                      | 363.000        | 4,17% |
| 4       | 1º novembre 2024 | -                      | 399.000        | 4,48% |
| 5       | 8 novembre 2024  | -                      | 275.000        | 3,19% |
| 6       | 15 novembre 2024 | -                      | 317.000        | 3,55% |
| 7       | 10 gennaio 2025  | -                      | 358.000        | 3,67% |
| 8       | 17 gennaio 2025  | -                      | 488.000        | 4,92% |
| 9       | 24 gennaio 2025  | -                      | 301.000        | 3,27% |
| 10      | 31 gennaio 2025  | -                      | 378.000        | 3,85% |
| 11      | 7 febbraio 2025  | -                      | 401.000        | 4,09% |
| 12      | 14 febbraio 2025 | -                      | 293.000        | 2,79% |
| 13      | 21 febbraio 2025 | Le guerre di Trump     | 342.000        | 3,66% |
| 14      | 28 febbraio 2025 | Gli effetti dell'alcol | 268.000        | 2,82% |
| 15      | 7 marzo 2025     | Cara energia           | 304.000        | 3,30% |
| 16      | 14 marzo 2025    | -                      | 331.000        | 3,45% |
| 17      | 21 marzo 2025    | -                      | 292.000        | 3,35% |
| 18      | 28 marzo 2025    | -                      | 346.000        | 3,7%  |
| 19      | 30 maggio 2025   | Referendum, si vota!   | 180.000        | 2,3%  |
| 20      | 6 giugno 2025    | La trappola dei social | 246.000        | 3%    |
| 21      | 13 giugno 2025   | Europa senz'alcol      | 419.000        | 5,1%  |
| 22      | 20 giugno 2025   | Italia criminale       | 324.000        | 4%    |
| 23      | 27 giugno 2025   | Trump senza pace       | 283.000        | 3,6%  |
| 24      | 4 luglio 2025    | Caldo mortale          | 324.000        | 4,1%  |
| 25      | 11 luglio 2025   | Cronaca nera in TV     | 341.000        | 4%    |